# Résidence du golfe Persique
1822–1971
La résidence du golfe Persique (en anglais : Persian Gulf Residency ; en arabe : المقيمية السياسية البريطانية في الخليج العربي), est un  était une forme de protectorat (voir Résident (colonie)) de l'Empire britannique dans le golfe Persique dans la première moitié du 19e à la fin du 20e siècle.
Le Royaume-Uni a exercé un contrôle sur la politique étrangère et l'économique à des degrés divers sur plusieurs États du golfe Persique à diverses époques. Correspondant aujourd'hui aux Émirats arabes unis (États de la Trêve) et des parties méridionales de l'Iran, du Bahreïn, du Koweït, de l'Oman et du Qatar.

## Histoire
En 1822, le résident britannique pour le golfe Persique s'installe à Bouchehr (Iran actuel). En 1858, la représentation officielle de la Compagnie des Indes orientales a été transférée vers l'Inde. Elle dépend alors du gouverneur de Bombay jusqu'en 1873 puis du gouverneur général de l'Inde jusqu'en 1947, date à laquelle l'Inde est devenue indépendante. Elle assume la responsabilité de la politique étrangère britannique à l'égard des États du golfe Persique, cette responsabilité a été transférée au Foreign Office Britannique après le 1er avril 1947.

## Protectorats de la résidence du golfe Persique
- États de la Trêve (1820–1971)
- Bahreïn (1861–1971)
- Cheikhat du Koweït (1899–1961)
- Mascate et Oman (1892–1971)
- Qatar (1916–1971)